# Синдбад-мореход (мультфильм, 1944)
«Синдба́д-мореход» — советский рисованный мультфильм режиссёрского дуэта Валентины и Зинаиды Брумберг, выпущенный в 1944 году на студии «Союзмультфильм».
Мультфильм снят по мотивам цикла арабских сказок о Синдбаде-мореходе и его невероятных похождениях в чужеземных странах.

## Сюжет
Путешественник Синдбад-мореход мирно плывёт по морю на лодке с парусом и поёт песню. Внезапно волна выбрасывает лодку на берег с такой силой, что та разлетается в щепки. Синдбад впадает в отчаяние, но тут вторая волна выносит к его ногам сундук. Вскрыв его с помощью ножа, он достаёт оттуда карту, на которой написано:
Плыви на остров Серендиб, герой,

И тайну камня древнего открой.

Там ждёт тебя великая награда

Кувшин твоих желаний золотой.

Синдбад тут же отправляется в ближайший порт, где находит корабль, идущий в нужном направлении (на восток). Однако капитан корабля отказывается брать его с собой, сказав, что свободных мест нет, и Синдбаду приходится плыть зайцем.
Во время плавания на корабль нападают пираты. Капитан и матросы оказывают сопротивление. Синдбад, в свою очередь, помогает им. Но силы неравны, и пираты побеждают команду, а Синдбада берут в плен и уплывают, оставив разграбленное и подожжённое судно тонуть. На своём корабле они представляют связанного героя своему капитану. Тот обыскивает Синдбада и находит у него карту, после чего отдаёт приказ рулевому плыть в сторону Серендиба. Далее пираты, предвкушая хорошую добычу, напиваются и засыпают. Воспользовавшись этим, Синдбад освобождается от верёвок, забирает обратно свою карту и захватывает контроль над кораблём. Проснувшиеся пираты пытаются ему помешать, но в этот момент обнаруживают, что их корабль проплывает мимо Магнитной скалы. Под воздействием её силы гвозди, скрепляющие дощатый корпус корабля, отрываются и вместе с якорем и пиратским оружием притягиваются к скале. Корабль в итоге разваливается на части и тонет вместе с пиратами. Синдбад же остался в живых и продолжает своё путешествие к Серендибу на обломке корабельной мачты.
Добравшись до заветного острова, герой замечает на берегу странную пещеру, вход в которую завален большим камнем. На камне нарисованы три лягушки, три аиста, одна рыба и четыре рака. Синдбад сразу догадывается, что этот рисунок — загадка, открывающая вход в пещеру, и чтобы её разгадать, нужно скопировать движения нарисованных животных — трижды попрыгать по-лягушачьи, столько же раз прошагать по-аистиному, один раз поплавать по-рыбьи и четырежды попятиться задом по-рачьи. Он успешно справляется с этим заданием, после чего нижняя часть камня открывается, и Синдбад оказывается в пещере. В её глубине находится дверь. Открыв её, путешественник попадает в комнату, посреди которой на пьедестале стоит тот самый золотой кувшин. Синдбад забирает его, но как только он это делает, одна из стен пещеры с грохотом разрушается, и появляется чудовище, которое, судя по всему, было стражем кувшина. Оно начинает погоню за Синдбадом по пещере, при этом несколько раз меняя свои обличья (дракон, поток воды, леопард и змея), чтобы протискиваться в различные щели. В конце концов Синдбад выбирается из пещеры и убивает чудовище, со всей силы ударив его кувшином по голове.
Затем он открывает крышку кувшина, и оттуда появляется джинн, который хочет убить Синдбада. Но герой идёт на хитрость, сказав джинну, что не верит в то, что в таком кувшине можно поместиться. Джинн, желая доказать это, забирается обратно в кувшин, Синдбад пользуется этим и закрывает крышку. Поняв, что попал в ловушку, джинн умоляет Синдбада пощадить его, тот соглашается и освобождает пленника. В благодарность за это джинн говорит, что готов исполнить любое желание Синдбада. Последний просит у джинна для себя новый корабль. Джинн исполняет это желание и исчезает, а счастливый Синдбад встаёт за штурвал своего корабля и, снова затянув песню, покидает остров Серендиб, отправившись навстречу новым приключениям.

## Создатели
- Художественный руководитель — Александр Птушко
- Режиссёры: Валентина Брумберг и Зинаида Брумберг
- Сценарий: О. Эрберг, Н. Пресветов, В. и З. Брумберг
- Композиторы: Никита Богословский, Юрий Никольский
- Второй режиссёр — Ламис Бредис
- Консультант-режиссёр — Виктор Громов
- Художник фильма — Леонид Амальрик
- Художники-мультипликаторы: Ламис Бредис, Борис Дёжкин, Фаина Епифанова, Татьяна Фёдорова, Геннадий Филиппов
- Художники: М. Иртеньев, Пётр Носов, Нина Миндовская, Галина Невзорова, Вера Роджеро, Г. Тер-Гевондян
- Оператор — Н. Соколова
- Звукооператор — Николай Прилуцкий
- Ассистент — Вера Шилина
- Шумовое оформление — В. Попов
- Роли озвучивали:
  - Синдбад — Лев Свердлин
  - Джинн — Борис Ливанов
- Создатели приведены по титрам мультфильма.

## История создания и критический приём
В годы войны производство фильмов идёт очень медленно — сказывается отсутствие материалов и условий работы, кадровый голод, постоянный режим экономии средств и ресурсов. Наиболее значительные фильмы, законченные в военное время — «Ёлка» М. М. Цехановского и П. Н. Носова (1942), «Сказка о царе Салтане» (1943), «Краденое солнце» И. П. Иванова-Вано (1944), «Синдбад-мореход» (1944) В. С. и З. С. Брумберг и «Телефон» М. М. Цехановского (1944).— Георгий Бородин

К приключенческому жанру обратились сестры В. и З. Брумберг, создавшие интересный фильм «Синдбад-мореход» (1945). Художником картины был Л. Амальрик. Лента получилась занимательной, веселой и не утратила интереса до наших дней.— один из основателей советской мультипликации Иван Петрович Иванов-Вано, 1980 год

В 1944 году сестры Брумберг выпускают в плаванье «Синдбада-морехода» — старинную сказку, сдобренную джазовой фантазией композитора Никиты Богословского.— журнал «Народное образование», 2006 год